# Aakirkeby
Aakirkeby ist die einzige größere Stadt im Landesinneren der dänischen Insel Bornholm. Mit 2091 Einwohnern (Stand: 1. Januar 2025) ist sie die drittgrößte Stadt der Insel und liegt südlich des größten Waldes Bornholms Almindingen an der Verbindungsstraße zwischen Rønne und Nexø, den beiden größten Städten Bornholms.

## Historie

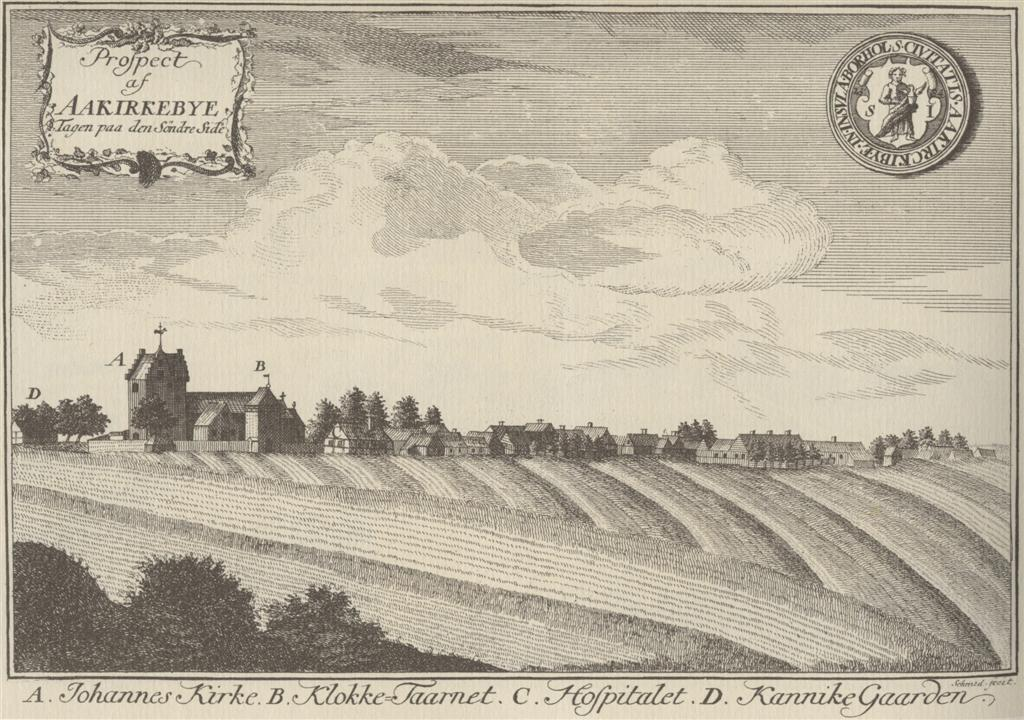
Aakirkeby, A: Kirche, B: Glockenturm, C: Hospital, D: Kannike Gaarden

Aus der Steinzeit stammen die Bautasteine von Strøby.
Im Mittelalter war Aakirkeby die wichtigste Stadt der Insel, Sitz der Kirchenverwaltung und später auch Versammlungsort des Landsting und des geistlichen Konvents.
Ihr Wahrzeichen ist die Ortskirche Aa Kirke aus dem Jahr um 1150, die der Stadt auch den Namen (Stadt bei der Aa-Kirche) gab. Im Innern befindet sich unter anderem der Grabstein für Schweder Kettingk, 1556–1573 lübischer Vogt von Bornholm. Im Dreikronenkrieg (1563–1570) gegen Schweden hatte er Schanzen zur Verteidigung errichten lassen. Sie sind bis heute erhalten geblieben. Der Grabstein zeigt Kettingk und seine beiden Ehefrauen, beide gebürtige Bornholmerinnen.
Die 1787 erbaute Egeby Mølle, die Limensgade Mølle von 1873, die Myreagre Mølle von 1865, die Saxebro Mølle von 1870 und die Valsemøllen von 1867 gehören zu den historischen Windmühlen auf Bornholm.
Ab 1900 wurde zwischen der Hauptstadt Rønne und der Hafenstadt Nexø eine 36,6 Kilometer lange Eisenbahnlinie (De Bornholmske Jernbaner) in Betrieb genommen, an die – etwa auf der Hälfte der Strecke – Aakirkeby mit einem eigenen Bahnhof angeschlossen war. Die Bahnlinie blieb bis 1968 im Betrieb, als sie aufgrund des zunehmenden Autoverkehrs wieder stillgelegt wurde.

## Entwicklung der Einwohnerzahl von Aakirkeby
| Jahr            | 2006 | 2007 | 2008 | 2009 | 2010 | 2011 | 2012 | 2013 |
| --------------- | ---- | ---- | ---- | ---- | ---- | ---- | ---- | ---- |
| Einwohneranzahl | 2169 | 2178 | 2123 | 2093 | 2090 | 2100 | 2108 | 2060 |

## Sehenswürdigkeiten der Stadt
- Aa Kirke mit imposantem Doppelturm, Taufstein des Gotland-Meisters Sigraf aus dem 12. Jahrhundert, Grabstein für Schweder Kettingk und zwei Runensteinen in der Eingangshalle und an der Außenseite.
- Das im Jahr 2000 eröffnete Museum Naturbornholm stellt die Geschichte und Natur Bornholms dar.[4]
- Bornholms Automobilmuseum am Südrand von Aakirkeby zeigt historische Personen- und Lastkraftwagen, Krafträder, Landmaschinen, Feuerwehrfahrzeuge und Motoren.[5]
- Die bronzenen Gänse des Bildhauers Paul Ranslet[6] auf dem Marktplatz Aakirkeby sind heute ein Wahrzeichen der Stadt.[7]
- Am Marktplatz (Torvet) ist ebenfalls das 1867–68 erbaute Rathaus sehenswert.[8]
- Im Süden der Stadt erhebt sich auf einem Gelände, wo bereits im 16. Jahrhundert eine Mühle stand, die 1867 erbaute Windmühle Valsemøllen, die bis 1950 in Betrieb war und nach einem Brand 1976 wieder aufgebaut wurde.[9] Noch heute wird in den Gebäuden, die die Mühle umgeben, Getreide gemahlen.
- In Aakirkeby befindet sich die einzige katholische Kirche Bornholms, die 1932 aus Ziegeln erbaute Rosenkranzkirche (Rosenkranskirke) mit einem 27 m hohen Kirchturm, die als eine der schönsten katholischen Kirchen ganz Dänemarks gilt.[10]
- In Klintebakken – die deutlich sichtbare Bruchlinie zwischen dem Granituntergrund Nordbornholms und dem Sandsteinuntergrund Südbornholms.
- Bereits um 1200 wurde in Aakirkeby die Stiftung Sanct Jørgen Gård gegründet, die sich in einem Hospital um die Pflege von Leprakranken kümmerte. Das Hospital befand sich ursprünglich auf dem Bauernhof Spidlegård am Bach Læså etwa einen Kilometer außerhalb der Stadt und wurde 1680 in die Innenstadt von Aakirkeby verlegt. Hier bezog man ein Gebäude gegenüber der Kirche. An dieser Stelle wurde 1856 das Hospital in seiner heutigen Form erbaut.[11]

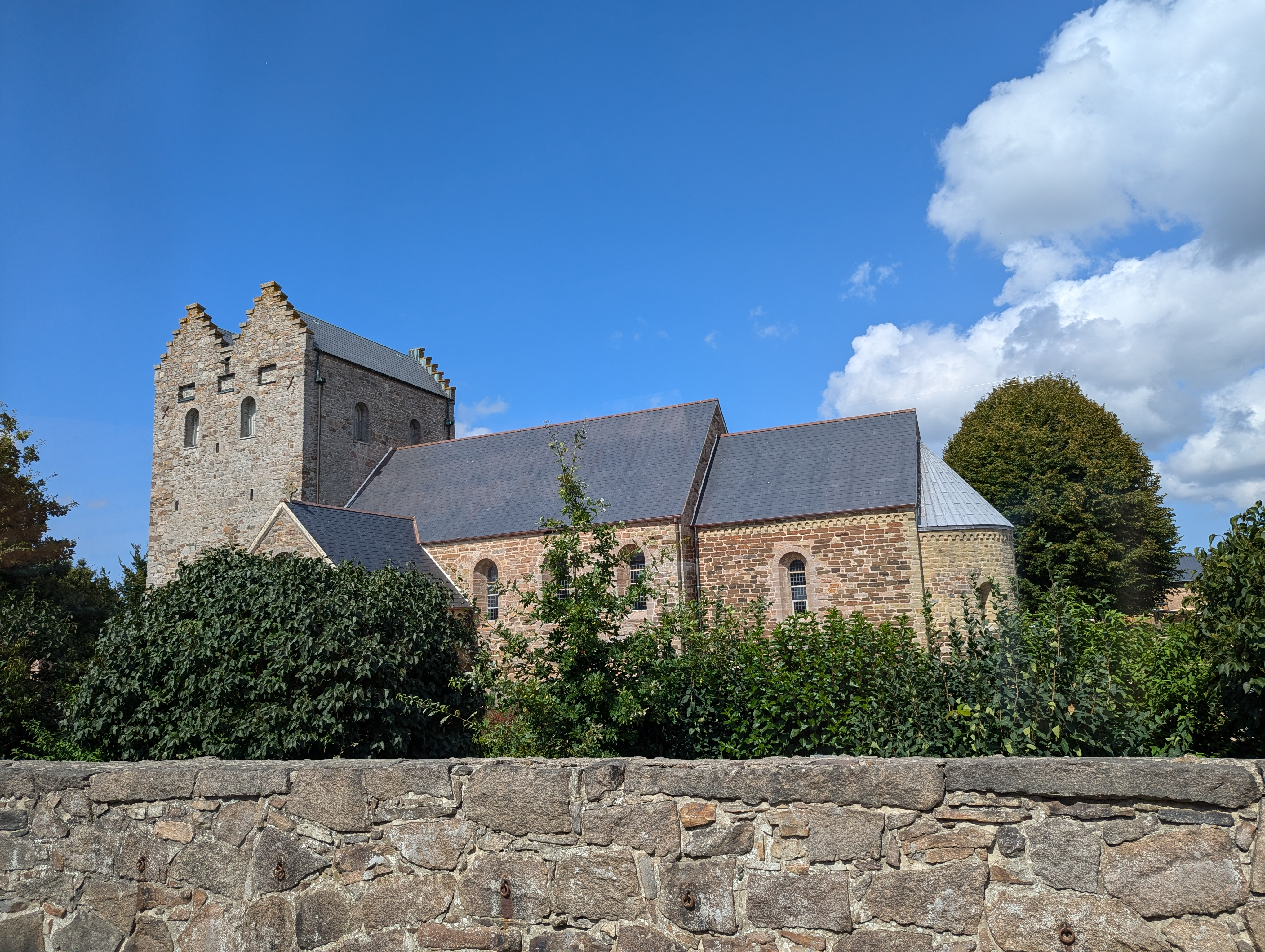
Aa Kirke
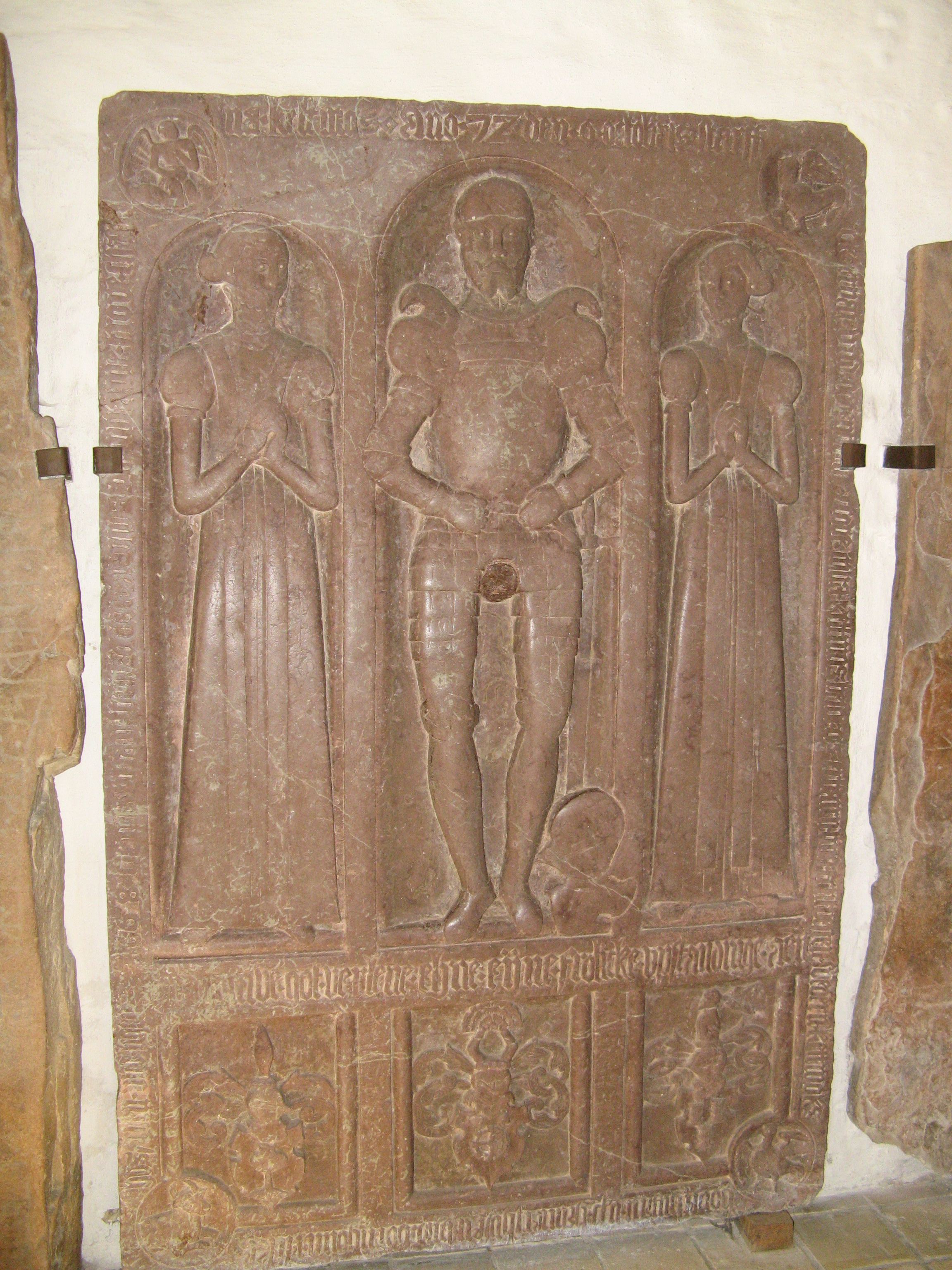
Grabstein von „Schweder Ketting“
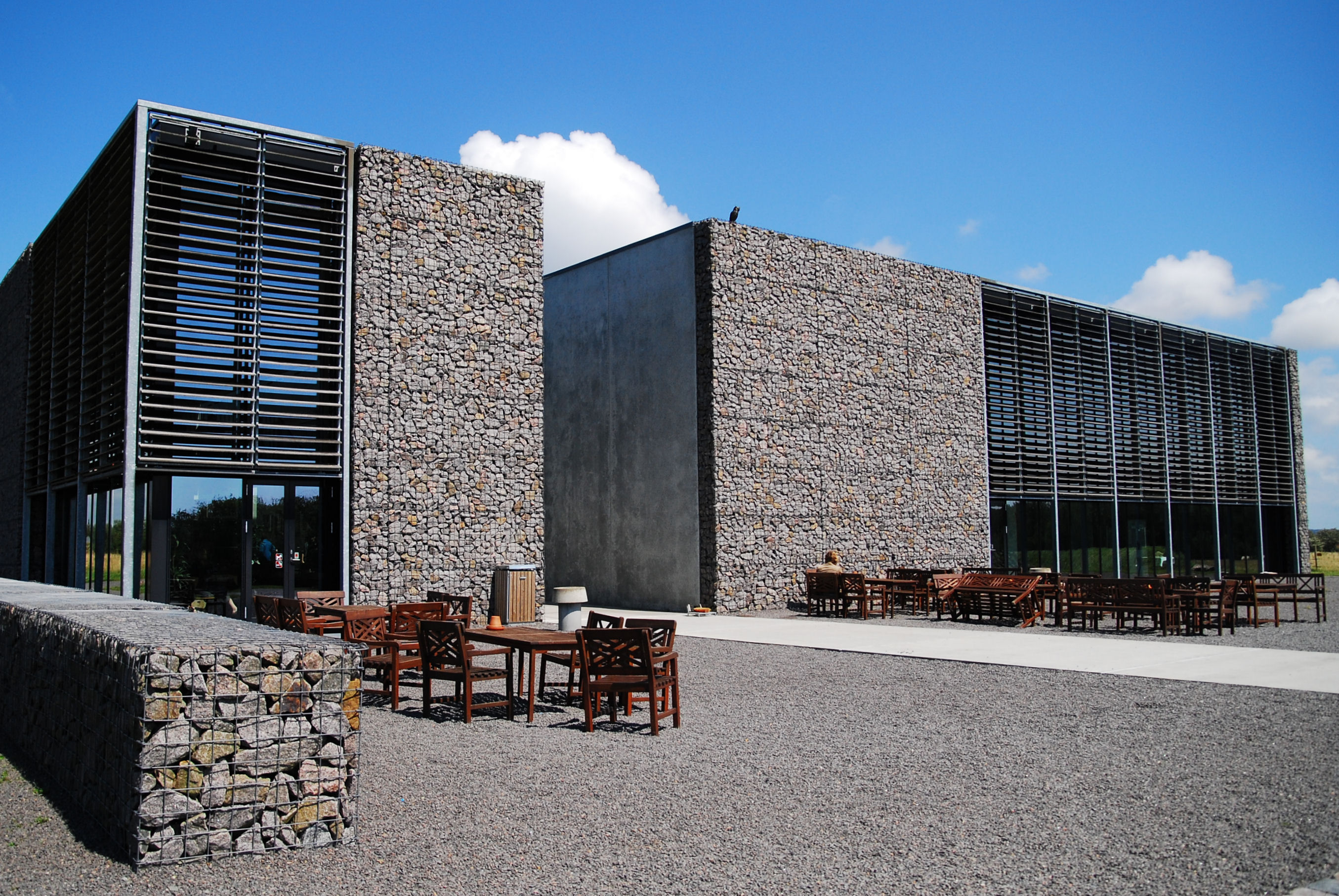
Museum NaturBornholm
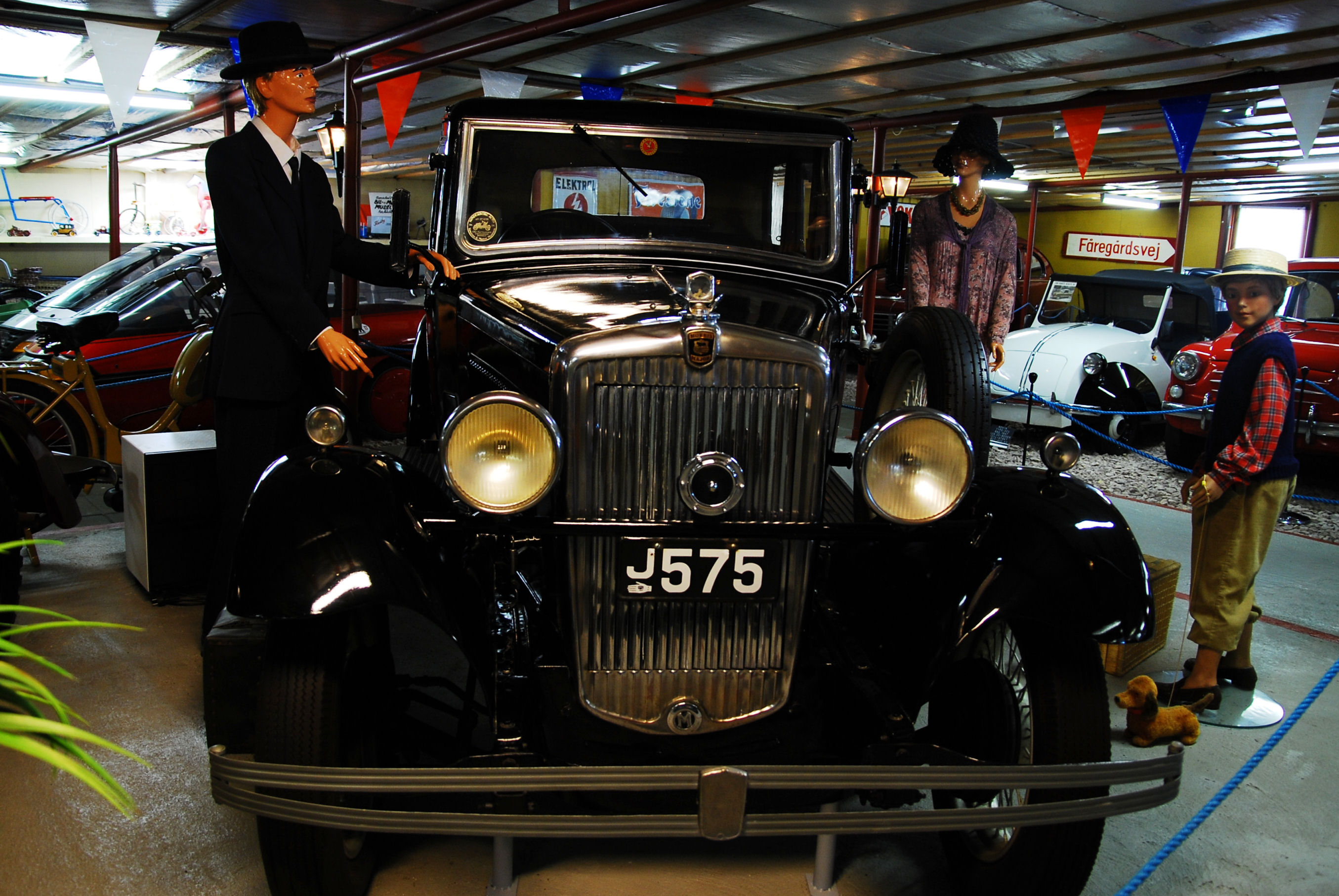
Bornholms Automobilmuseum
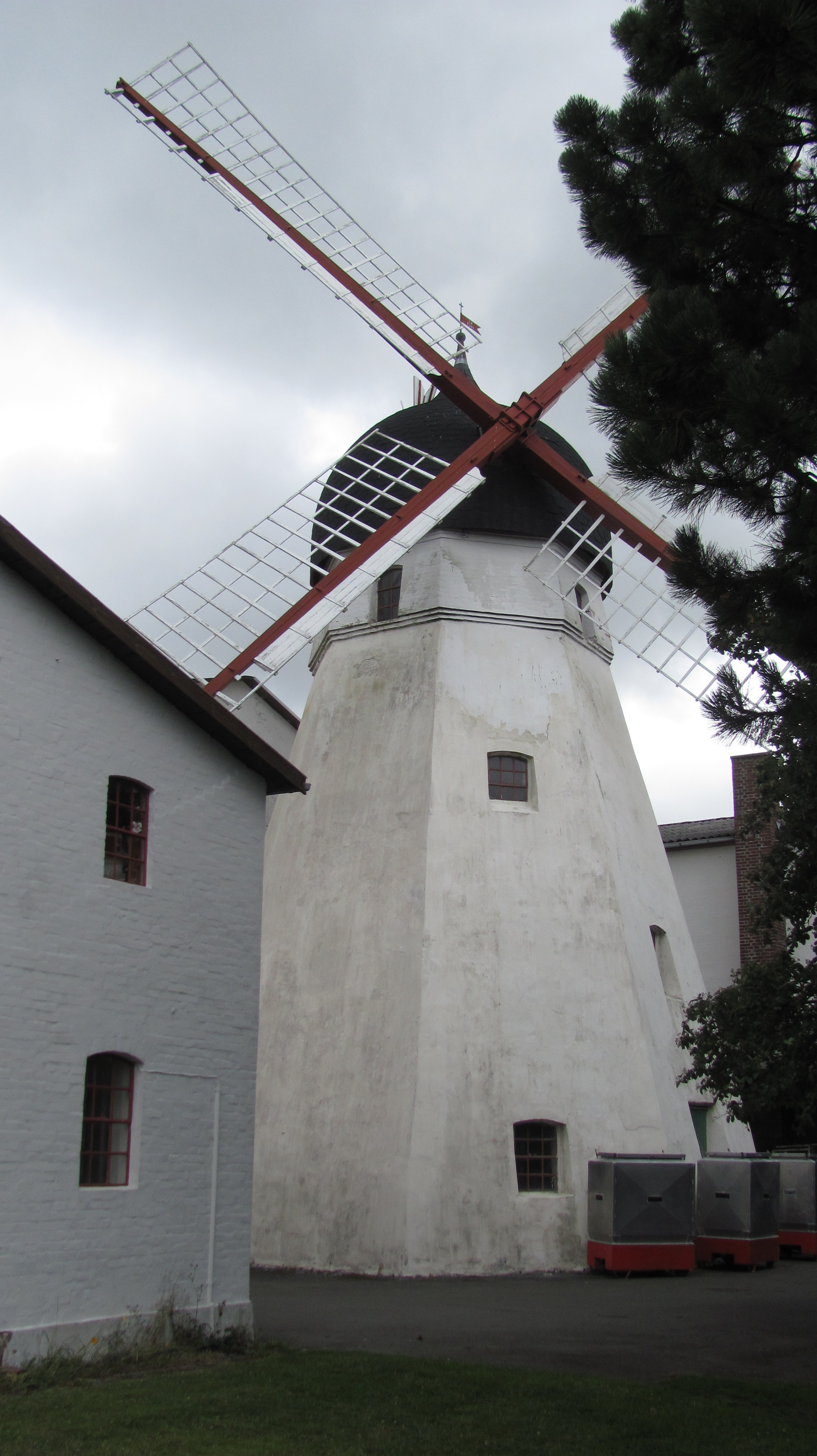
Mühle Valsemøllen
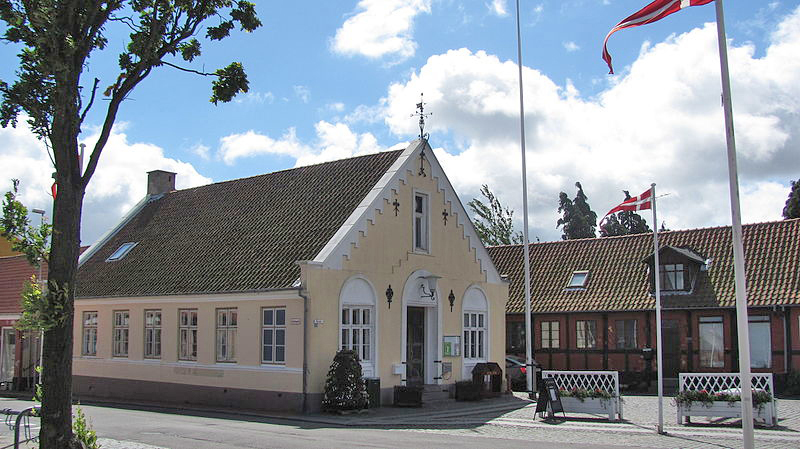
Rathaus
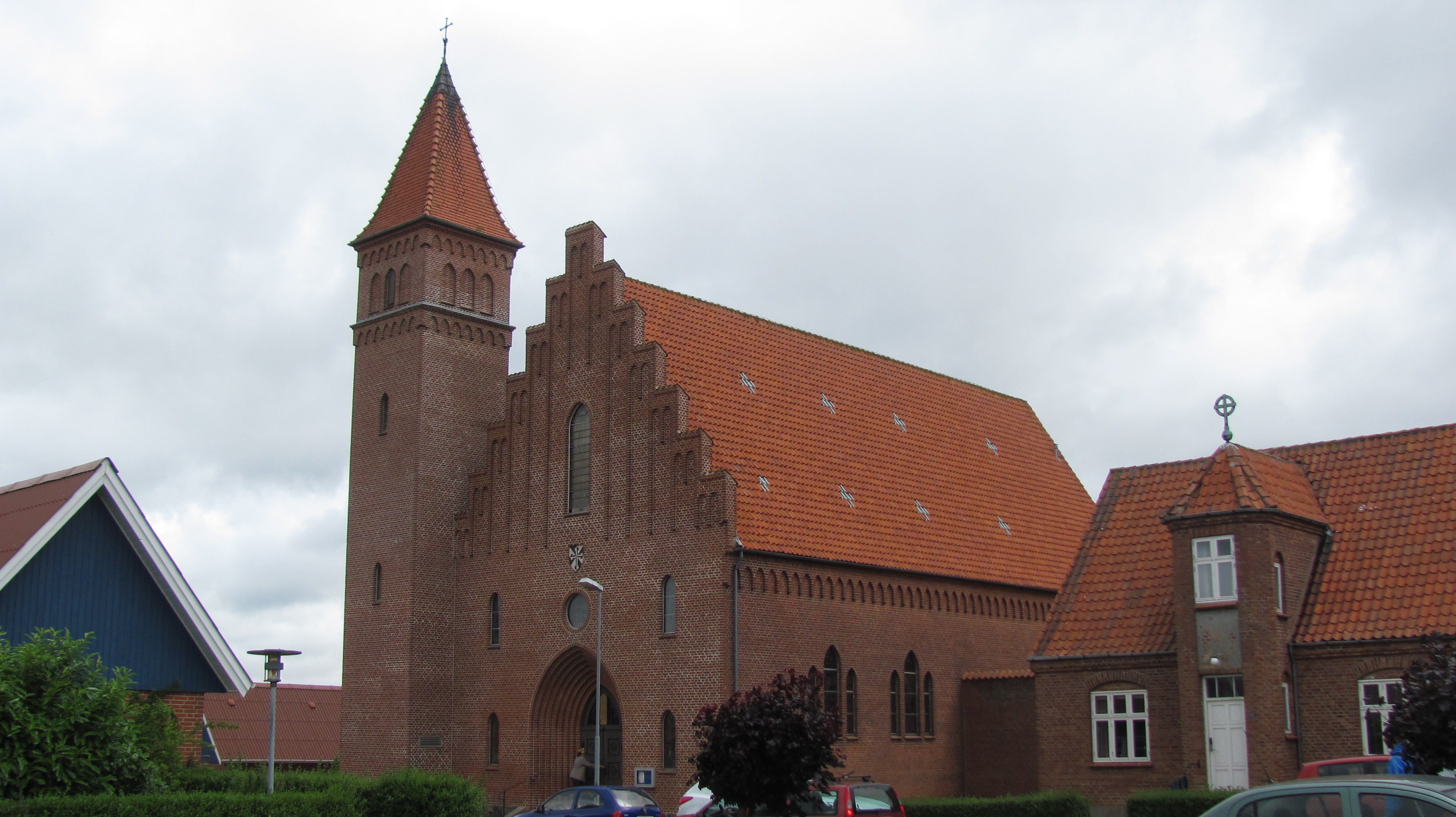
Kath. Kirche
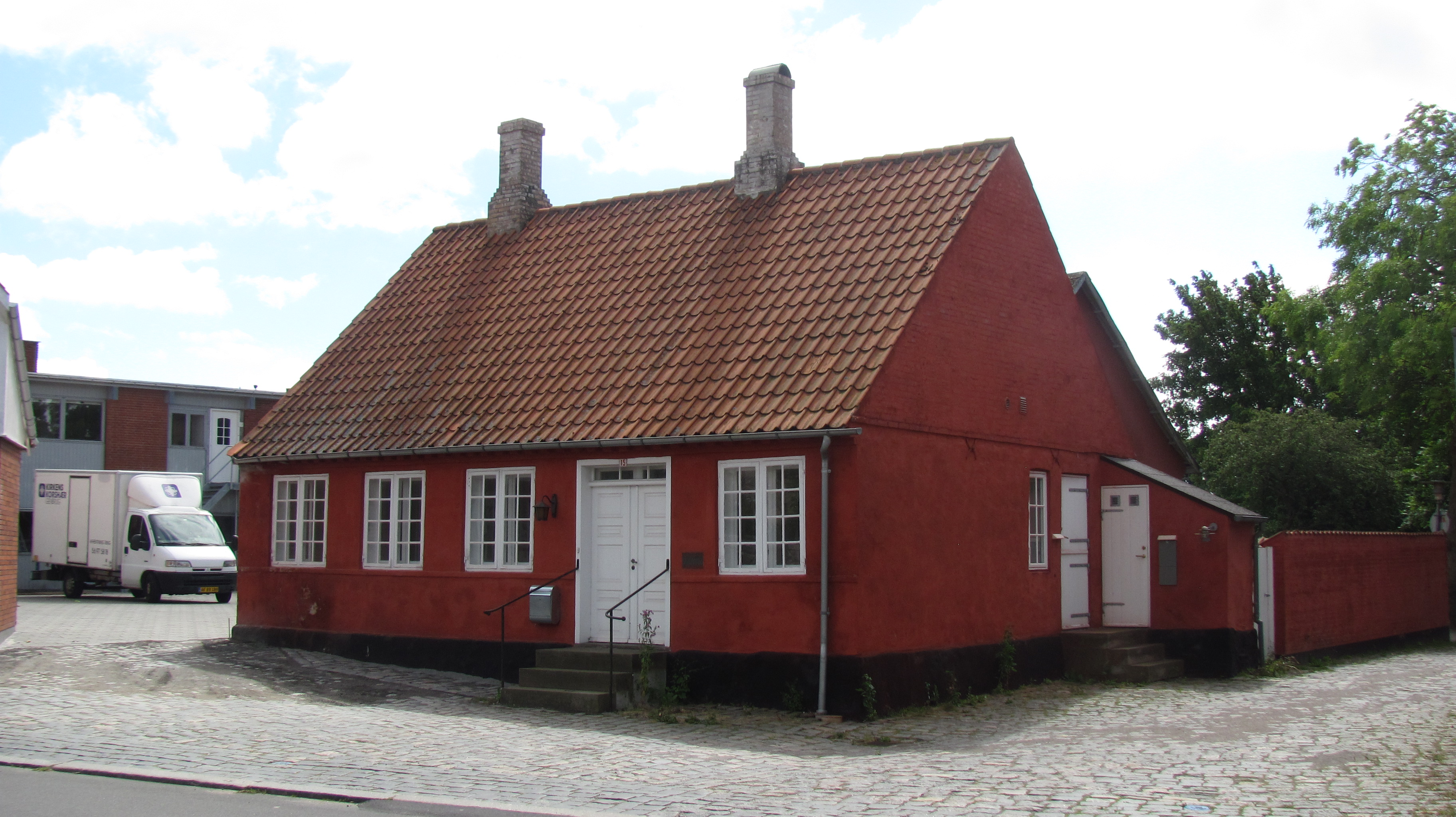
Ehem. Hospital
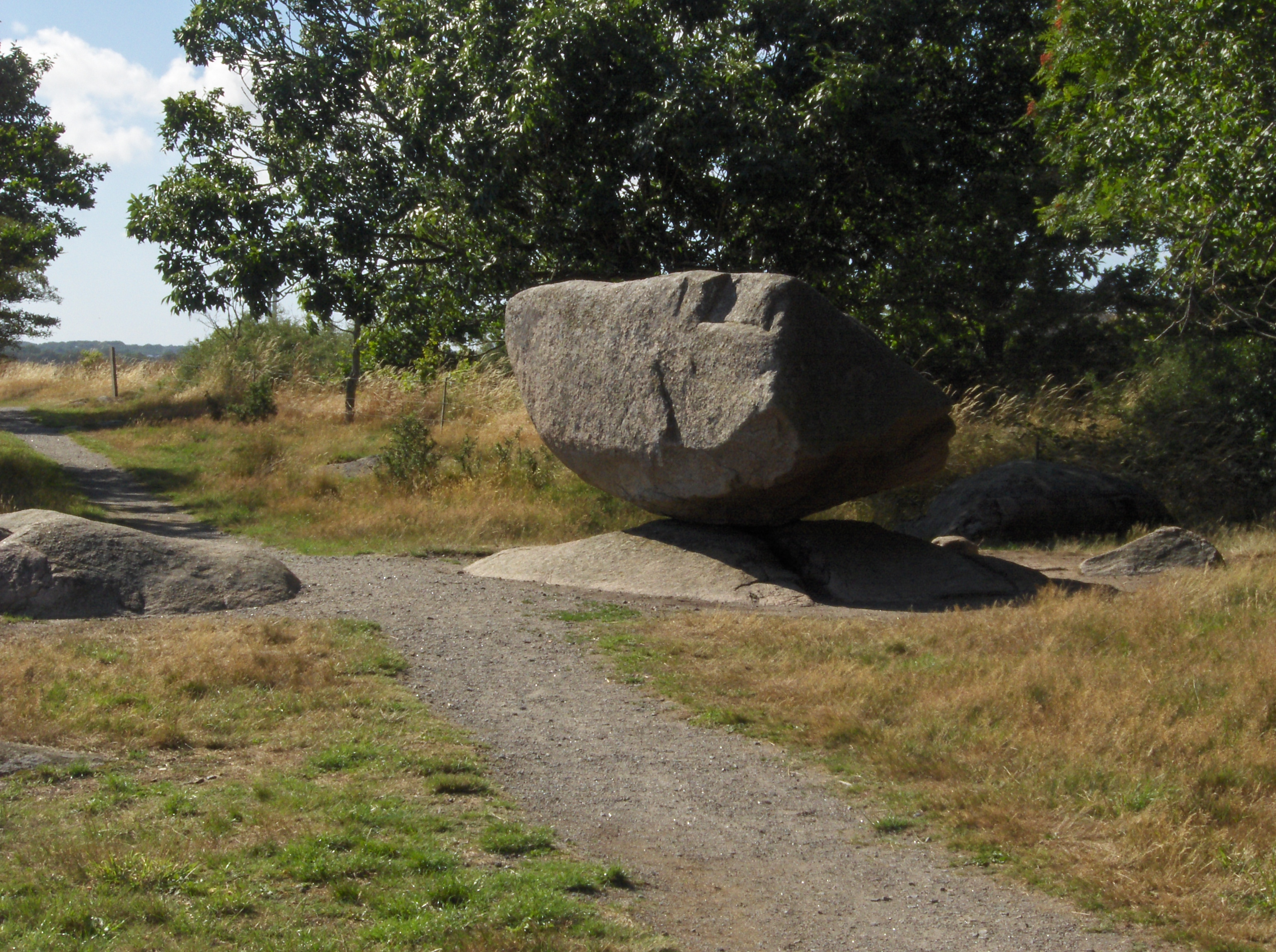
Wackelstein

## Umgebung
Nur wenige Kilometer nördlich von Aakirkeby dehnt sich das Waldgebiet Almindingen aus, das u. a. wegen der Burgen Gamleborg und Lilleborg sowie wegen des Tales Ekkodalen bekannt ist.

## Söhne der Stadt
- Klaus Bondam (* 1963), Schauspieler und Politiker
- Paul Gelting (1905–1964), Botaniker
- Flemming Kofod-Svendsen (* 1944), Minister